# Pinus maximartinezii
Pinus maximartinezii ist eine Pflanzenart aus der Gattung der Kiefern (Pinus) innerhalb der Familie der Kieferngewächse (Pinaceae). Es gibt nur zwei Fundorte in zwei mexikanischen Bundesstaaten. Sie wird in der Roten Liste der IUCN als „stark gefährdet“ eingestuft. Die Samen sind essbar und werden geerntet und auch vermarktet.

## Beschreibung

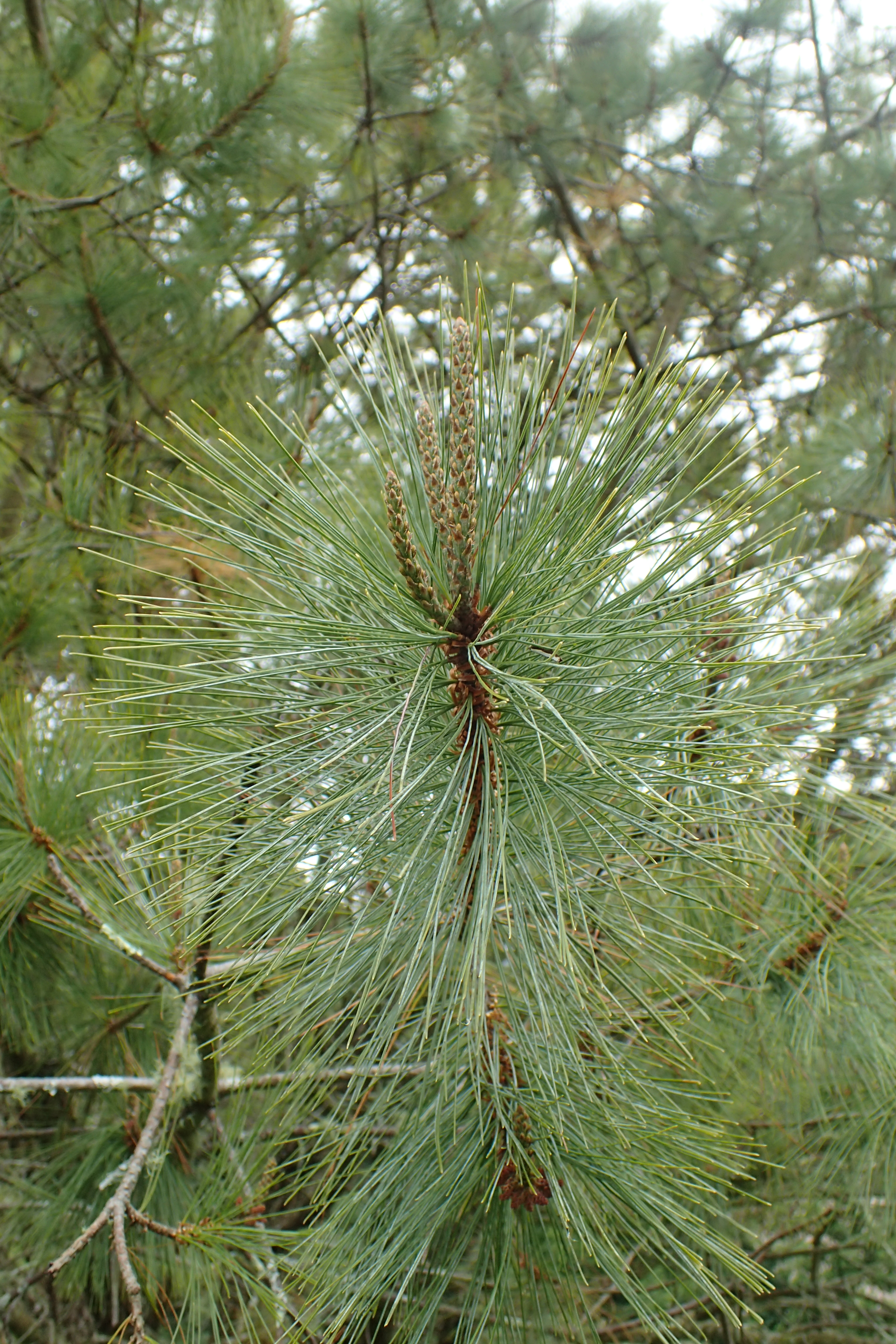
Zweig mit Nadeln

### Erscheinungsbild
Pinus maximartinezii wächst als immergrüner Baum, der Wuchshöhen von 5 bis 10 und selten bis 15 Metern und Brusthöhendurchmesser von 40 bis 50 Zentimeter erreicht. Der Stamm ist kurz und häufig verdreht oder gekrümmt. Die Stammborke ist anfangs rötlich braun, später grau, nahe dem Boden dick, sonst dünn, meist glatt und nur bei alten Bäumen rau und mosaikartig in etwa 10 Zentimeter große quadratische Platten unterteilt. Die Äste sind lang und wachsen im oberen Bereich des Baums aufsteigend bis aufgerichtet, im unteren ausgebreitet. Zapfen tragende Zweige sind hängend. Junge Triebe sind kahl oder die Basis der Nadelbündel ist leicht flaumig behaart, anfangs glauk oder graugrün, später orangebraun bis grau.

### Knospen und Nadeln
Die Schuppenblätter sind schmal dreieckig, etwa 5 Millimeter lang, geschwänzt und zurückgebogen. Die vegetativen Knospen sind harzig, klein und eiförmig-konisch. Endständige Knospen werden 5 bis 8 Millimeter lang.
Die Nadeln wachsen meist zu fünft, sehr selten zu dritt oder viert in einer 7 bis 8 Millimeter langen, hellbraunen Nadelscheide, deren äußere Schuppen bald abfallen. Die inneren Schuppen biegen sich zurück und bilden eine Rosette an der Basis des Nadelbündels, die jedoch noch vor den Nadeln abfällt. Die Nadeln sind gerade, weich, 7 bis 11 manchmal bis 13 Zentimeter lang und 0,5 bis 0,7 Millimeter breit. Sie sind ganzrandig und spitz, glaukgrün, an manchen Bäumen grün, und die adaxialen Seiten häufig weißlich. Nur die adaxialen Seiten zeigen Spaltöffnungslinien. Es werden zwei große Harzkanäle gebildet. Die Nadeln bleiben zwei Jahre am Baum.

### Sämlinge und junge Bäume

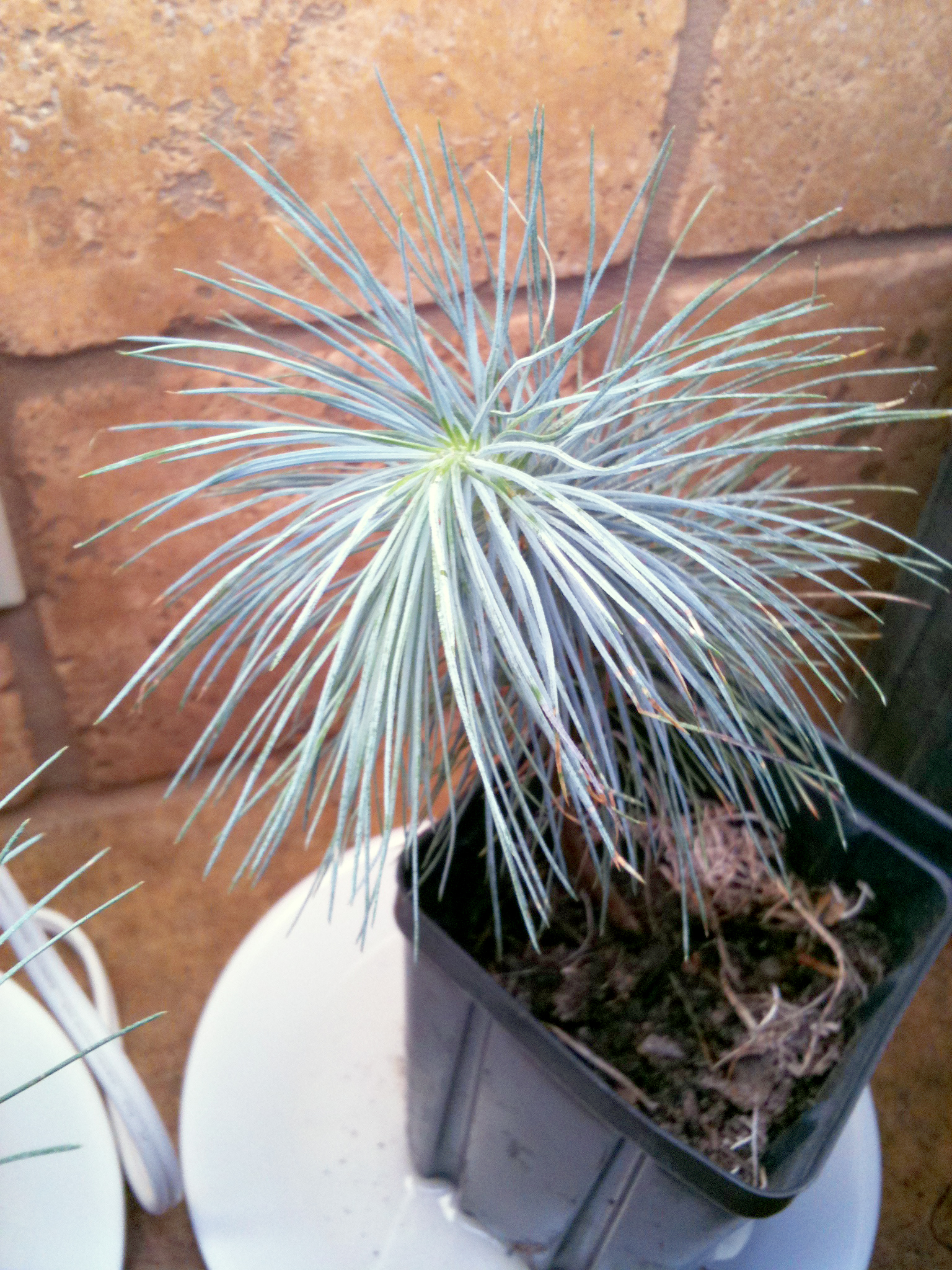
Jungpflanze

Die relativ großen Sämlinge bilden 18 bis 24 Keimblätter. Die Nadeln junger Bäume sind gebogen, abgeflacht, etwa 8 Millimeter lang, silberblau und bleiben bis zu 20 Jahre erhalten, also noch lange, nachdem sich auch schon normale Nadeln gebildet haben.

### Zapfen und Samen
Die Pollenzapfen sind gelblich und bei einer Länge von 8 bis 10 Millimetern eiförmig-länglich.
Die Samenzapfen wachsen seitenständig, einzeln an dünnen Zweigen auf einem kurzen Stiel beinahe sitzend. Ausgewachsene Zapfen sind bei einer Länge von meist 17 bis 25 (15 bis 27) Zentimetern eiförmig-gestutzt, haben mit geöffneten Samenschuppen Durchmesser von 10 bis 15 Zentimetern. Die 60 bis 110 Samenschuppen öffnen sich nur langsam, und oft nicht ausreichend, um die Samen zu entlassen. Sie sind sehr dick holzig, steif, verkehrt rautenförmig und unter der Apophyse etwa 50 Millimeter breit. Die Gestalt variiert von der Basis bis zur Spitze des Zapfens, ist jedoch rund um den Zapfen gleich. Adaxial befinden sich tiefe Einbuchtungen, welche die Samen enthalten. Die Apophyse ist deutlich erhöht, 35 bis 50 Millimeter lang und 20 bis 35 Millimeter breit, in der Mitte des Zapfens rhombisch-pyramidenförmig, meist gerade, quer gekielt, matt hellbraun  bis rötlich braun gefärbt und häufig harzig. Der Umbo liegt dorsal und ist gleich gefärbt wie die Apophyse oder graubraun, stumpf-dreieckig oder rhombisch-pyramidenförmig und manchmal mit einem kleinen Stachel bewehrt.
Die Samen sind bei einer Länge von 20 bis 28 Millimeter, einer Breite von manchmal ab 8 meist 10 bis 12 Millimetern sowie einer Dicke von 7 bis 10 Millimetern länglich oder eiförmig-länglich. Das Integument ist etwa 2 Millimeter dick und sehr hart. Samenflügel fehlen, wenn sich die Samen von den Samenschuppen gelöst haben.

## Ökologie
Brände sind im Verbreitungsgebiet häufig, doch ist unklar ob Pinus maximartinezii für die Ausbreitung auf Feuer angewiesen ist. Die Pollen werden meist von Mai bis Juni abgegeben, die Samenzapfen brauchen 18 bis 24 Monate zum Reifen, und möglicherweise länger, bis auch die Samen ausgereift sind, die meist im Zapfen verbleiben. Hörnchen (Sciuridae) können die Apophyse abbeißen und so zu den Samen gelangen. Sie und wahrscheinlich auch Vögel spielen bei der Ausbreitung der Samen eine große Rolle, was jedoch noch nicht untersucht wurde (Stand 2010).

## Verbreitung, Standorte und Gefährdung

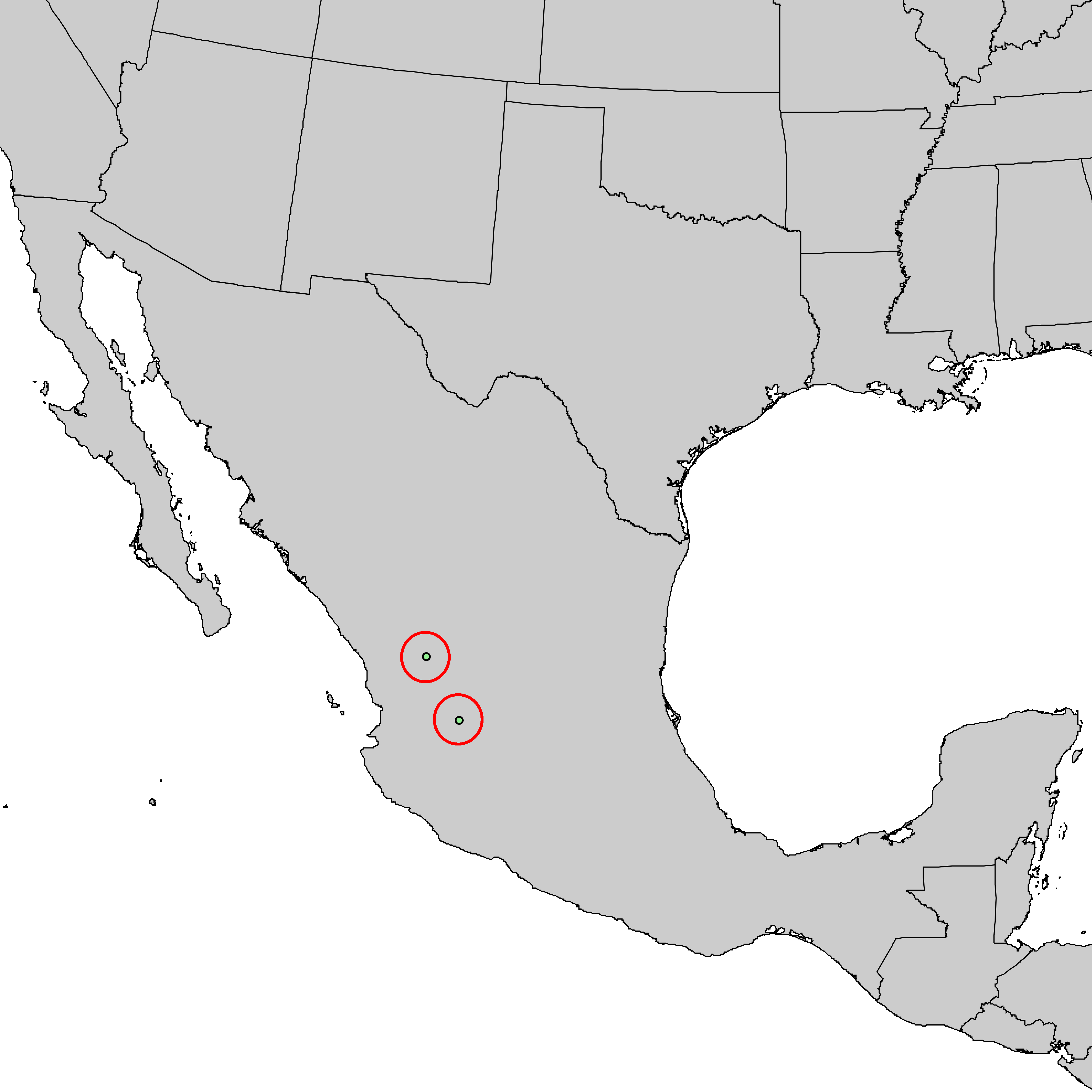
Verbreitungskarte

Pinus maximartinezii kommt nur an zwei Fundorten auf dem Cerro Piñones, einem Gipfel der Sierra de Morones nahe der Stadt Juchipila im Süden des Bundesstaats Zacatecas in Mexiko. Die beiden Bestände gedeihen in Höhenlagen von 1800 bis 2400 Metern. Der Untergrund besteht aus Sandstein, Kalkstein und metamorphem Gestein. Die Böden sind flachgründig und sehr felsig. Die jährliche Niederschlagsmenge beträgt 700 bis 800 Millimeter und fällt hauptsächlich in 4 Monaten im Sommer. Das Verbreitungsgebiet kann wahrscheinlich der Winterhärtezone 8 zugerechnet werden mit mittleren jährlichen Minimaltemperaturen von −12,2 bis −6,7 °Celsius (10 bis 20 °Fahrenheit).
Sie ist beinahe die einzige Kiefernart in diesem Gebiet, doch findet man vereinzelt auch Exemplare von Pinus leiophylla var. chihuahua. Daneben gibt es häufig Laubbäume, beispielsweise Arten der Gattung der Eichen (Quercus) wie Quercus resinosa, die in der langen Trockenperiode von September bis Mai ihre Blätter abwerfen.
Im Dezember 2010 wurde eine zweite Population bei La Muralla in Durango, etwa 200 Kilometer von Juchipila entfernt, entdeckt.
In der Roten Liste der IUCN wird Pinus maximartinezii als „stark gefährdet“ (= „Endangered “) eingestuft. Pinus maximartinezii ist nur aus Beständen, die zusammen etwa 35 Quadratkilometer bedecken bekannt („area of occupancy“), die in einem Gebiet von etwa 376 Quadratkilometer liegen („extent of occurrence“). Es sind zwei getrennte Populationen bekannt, eine in Zacatecas mit etwa 2000 bis 2500 ausgewachsenen Baumexemplaren und eine weitere in Durango mit etwa 900 ausgewachsenen Exemplaren. Es ist möglich, dass es weitere Bestände zwischen diesen Gebieten gibt. Die größten Gefahren gehen von Bränden aus und durch fortschreitende Erosion, die durch das Weiden vom Vieh verursacht wird. Weiters werden die Samen intensiv genutzt, was zu einem Rückgang junger Sämlinge führen könnte.

## Systematik
Die Erstbeschreibung von Pinus maximartinezii erfolgte 1964 durch Jerzy Rzedowski in Ciencia, Revista Hispano-Americana de Ciencias Puras y Aplicadas, Band 23, Seite 17, f. 1–3, Tafel 2. Das Artepitheton maximartinezii ehrt den mexikanischen Botaniker Maximo Martinez (1888–1964), der die Koniferen Mexikos wissenschaftlich untersuchte, Pinus maximartinezii jedoch nicht kannte.
Die Art Pinus maximartinezii gehört zur Untersektion Cembroides aus der Sektion Parrya in der Untergattung Strobus innerhalb der Gattung Pinus.

## Verwendung
Wie bei anderen Arten der Untersektion Cembroides sind die Samen von Pinus maximartinezii essbar und werden daher geerntet und lokal auch vermarktet. Aufgrund der kurzen Stämme und der reichlichen Verzweigungen wird das Holz kaum genutzt. In Mexiko wird sie manchmal als Zierbaum verwendet, außerhalb von Mexiko findet man Pinus maximartinezii nur in botanischen Gärten, beispielsweise im botanischen Garten der Universität von Kalifornien in Berkeley. Pinus maximartinezii ist leicht zu kultivieren und junge Bäume sind durch ihre bläulichen Nadeln von hohem Zierwert.